# SEK Svensk Elstandard
SEK Svensk Elstandard, tidigare Svenska elektriska kommissionen, är en ideell organisation som av regeringen utsetts till att svara för standardiseringen på elområdet i Sverige och samordnar svensk medverkan i internationell och europeisk standardisering som medlem i International Electrotechnical Commission (IEC) och CENELEC.
Medlemmar i SEK Svensk Elstandard är svenska myndigheter, företag och organisationer som har ett intresse av att medverka i och påverka arbetet med standardisering, normering och upprättande av regelverk inom elektrotekniken.

## Historik
Den ursprungliga organisationen Svenska elektrotekniska kommittén (SEK) grundades år 1907 som svensk nationalkommitté av IEC som hade bildats året innan. Den första svenska nationalkommittén hade sitt säte vid dåvarande Elektriska inspektionen hos Kungl Kommerskollegium med professor Carl Rossander som ordförande, civilingenjör Julius Körner som vice ordförande och ingenjör Bertil Traneus som sekreterare.
Bland ledamöterna fanns professor Svante Arrhenius, Sigfrid Edström som sedan år 1903 var VD för Allmänna Svenska Elektriska Aktiebolaget (Asea), Axel Enström samt Waldemar Borgquist som senare var generaldirektör för Kungliga Vattenfallsstyrelsen.
År 1919 bildades Elektriska standardiseringskommittén (ESK) med Sveriges elektroindustriförening som huvudman för det inom Sverige bedrivna standardiseringsarbetet. ESK blev i motsats till SEK en utpräglad intresseorganisation och kom att utgöra den elektriska sektionen av den år 1922 bildade Svenska industrins standardiseringskommission (SIS). Av det statsanslag som SIS uppbar vidarebefordrades en del till ESK, och även Svenska elektroingenjörsföreningen uppbar genom Svenska teknologföreningen ett mindre anslag från SIS för det standardiseringsarbete som bedrevs där.
Det gamla SEK, Svenska elektrotekniska kommittén, fortsatte att fungera som svensk nationalkommitté av IEC och erhöll direkt ett statsbidrag för täckande av årsavgiften till IEC. Det visade sig snart att ett nära samarbete blev nödvändigt mellan SEK, som alltjämt kallades kommitté, och ESK. Den utlösande faktorn blev förläggandet till Stockholm år 1930 av IEC:s plenarmöte. Redan 1927 togs egentligen en arbetsordning för samarbetet som innebar en personalunion mellan SEK och ESK. Ordförande och vice ordförande i ESK blev Sigfrid Edström respektive Axel Enström. Samma två personer hade varandras ombytta roller i SEK.
Med dessa åtgärder hade den svenska elektroteknikens ledande personer blivit personligt engagerade i normeringsarbetet. Det ledde år 1937 till att SEK och ESK slogs samman och bildade Svenska elektriska kommissionen som övertog akronymen SEK. Det nya SEK fortsatte att sköta kontakten med IEC.
År 2007 bytte SEK namn till SEK Svensk Elstandard.